# Chanel No. 5

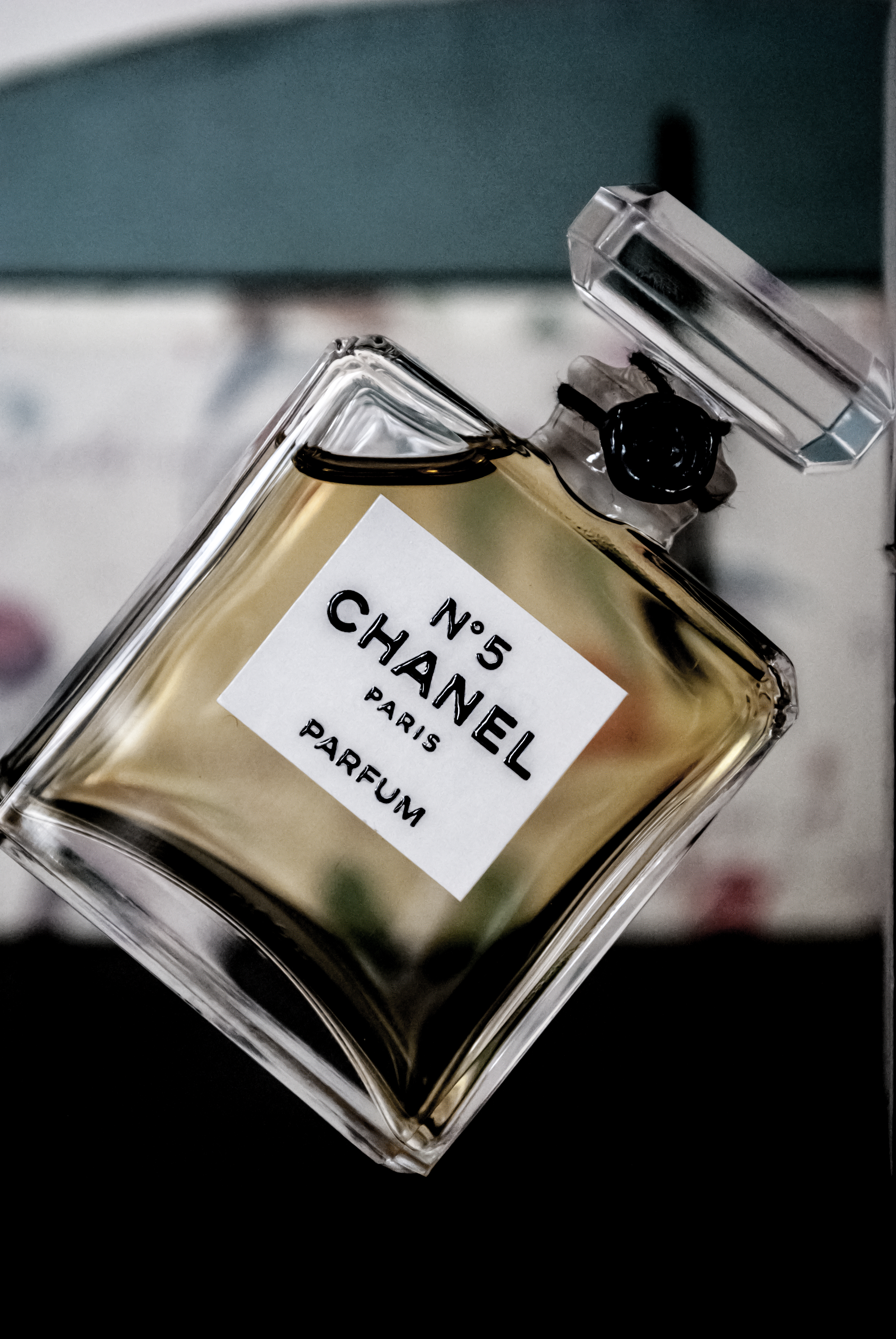
Chanel N° 5

Chanel N° 5 – perfumy dla kobiet wprowadzone na rynek przez francuską kreatorkę mody Gabrielle "Coco" Chanel. Kompozycję tworzy około 80 składników, z których główne to jaśmin, róża stulistna, irys, ylang ylang, wetiweria, wanilia, ambra oraz olejek sandałowy.

## Historia Chanel N° 5
Perfumy zostały stworzone przez Ernesta Beaux i przedstawione Coco Chanel w 1921 roku. Przed rewolucją 1917 Beaux był głównym perfumiarzem firmy A. Rallet & Co., która była głównym dostawcą perfum dla dworu cara w Rosji. Po wybuchu rewolucji Beaux zbiegł do Francji i został zatrudniony w firmie Chiris, która przejęła Rallet. W 1913 roku, w Moskwie, z okazji 300 rocznicy rodu Romanowów, Beaux skomponował Buquet de Catherine. Chanel No. 5 jest najprawdopodobniej zmodyfikowaną wersją Bouquet de Catherine.
Zaprezentowane po raz pierwszy w 1921, do dziś są jednym z najbardziej znanych i najlepiej sprzedających się perfum na świecie. Nazwa "Chanel N° 5" ("Chanel nr 5") pochodzi od ślepej próby, w której Ernest Beaux przedstawił Gabrielle Chanel pięć kompozycji zapachowych, z których wybrała ostatnią 5 próbkę. Według innych źródeł cyfra 5 była jej ulubioną (Coco Chanel dokonała wyboru perfum 5 V 1921 roku), dlatego nazwała tak swoje perfumy.
Pierwsze flakony No. 5 trafiły do klientów na Boże Narodzenie 1921 roku. Za rzeczywisty początek sprzedaży uznaje się jednak połowę roku 1922, ze względu na to że pierwsze 100 flakonów Gabrielle Chanel zdecydowała się podarować swoim najlepszym klientom w ramach prezentu świątecznego. Produkcji perfum nie podjęła firma należąca bezpośrednio do Gabrielle "Coco" Chanel, lecz konsorcjum, w którym projektantka mody miała 10% udziałów, natomiast reszta należała do rodziny Wertheimerów. 
Buteleczka "Chanel N° 5" w ciągu minionych siedemdziesięciu lat pięciokrotnie ulegała subtelnym zmianom. Mniej więcej co 20 lat jest lekko modyfikowana tak, by przystawała do nowej epoki.
"Chanel N° 5" upodobała sobie Marilyn Monroe, zaś reklamowały je Catherine Deneuve, Carole Bouquet, Nicole Kidman, Estella Warren. Kolejną ambasadorką perfum jest Audrey Tautou, odtwórczyni roli projektantki Coco Chanel w filmie Coco Chanel. Przez wiele lat projektantka prowadziła starania prawne w celu zmiany przyjętych w pierwotnej umowie proporcji. Podczas wojny podjęła nawet próbę doprowadzenia do konfiskaty i aryzacji majątku Wertheimerów ze względu na ich żydowskie pochodzenie.